# Сомерсет-Уэст
Сомерсет-Уэст (англ. Somerset West или африк. Somerset-Wes) — город в Западной Капской провинции Южно-Африканской Республики, административно относится к городскому округу Кейптауна. Он расположен к востоку от Кейптауна, и в 10 км от побережья, восточнее города Странд. По данным перепись 2001 года в городе проживало 30 232 жителей.

## История
В 1672 году недалеко от современного города на реке Лоуренсрифир голландцами был основан форпост для выращивания пшеницы. Но когда в 1679 года в Капскую колонию прибыл Симон ван дер Стел, колония по прежнему не могла обеспечивать себя продовольствием.
Город переименован в честь лорда Чарльза Сомерсета, губернатора Капской колонии (1814—1827).

## Описание

### Образование
В городе имеются ряд начальных и средних учебных заведений.

#### Список школ города
- Somerset House
- Somerset College
- Somerset West Private School
- Helderberg Primary School/High School
- De Hoop Primary
- Beaumont Primary
- International School of Helderberg
- Hottentots Holland High School
- Parel Vallei High School|Parel Vallei
- Somerset College
- Somerset Private
- International School of Helderberg

## Пригородные поселения
- Parel Vallei
- Spanish Farm
- Jacques Hill
- Land en Zeezicht
- Heldervue
- Erinvale
- Boskloof Eco Estate

## Известные жители
- Сэлборн Бум (Selborne Boome) — спортсмен, выступавший в регби
- Рэмси Кэрельс (Ramsay Carelse) — спортсмен, выступавший в дисциплине прыжки в высоту
- Крис МакГрегор (Chris McGregor) — джаз-пианист, композитор
- Эрнест Пейрс (Ernest «Eddie» Peirce) — боксёр

### Происшествия
В декабре 1995 года на открытом складе серы предприятия AECI, расположенного в этом городе произошел пожар, погибли два человека. Данный пожар используется для оценки рисков при проектировании складов серы.